# Craig Woodcroft
Craig Patrick Woodcroft (* 3. Dezember 1969 in Toronto, Ontario) ist ein ehemaliger kanadischer Eishockeyspieler und derzeitiger -trainer, der im Verlauf seiner aktiven Karriere zwischen 1987 und 2003 unter anderem für die Kölner Haie, Kassel Huskies, Frankfurt Lions und Moskitos Essen in der Deutschen Eishockey Liga (DEL) gespielt hat. Seit Februar 2025 ist er als Cheftrainer bei den Straubing Tigers in der DEL tätig.

## Karriere

### Als Spieler
Craig Woodcroft begann seine Karriere als Eishockeyspieler in der Mannschaft der Colgate University, für die er parallel zu seinem Studium von 1987 bis 1991 in der National Collegiate Athletic Association aktiv war. In diesem Zeitraum wurde er im NHL Entry Draft 1988 in der siebten Runde als insgesamt 134. Spieler von den Chicago Blackhawks ausgewählt, für die er allerdings nie spielte, und gewann mit der Colgate University 1990 den Meistertitel der Collegeliga ECAC Hockey. Während seiner Zeit auf der Colgate University absolvierte er zudem fünf Testspiele für Team Canada. Von 1991 bis 1993 spielte der Flügelspieler für die Indianapolis Ice in der International Hockey League. Anschließend verbrachte er eine Spielzeit bei den Prince Edward Island Senators, wobei er einen Großteil der Saison 1993/94 im Team Canada verbrachte.
Während der Saison 1994/95 wechselte Woodcroft mehrfach den Verein. Zunächst spielte er in Finnland für Reipas Lahti in der SM-liiga und TuTo Hockey in der zweitklassigen I divisioona, ehe er für die Columbus Chill in der East Coast Hockey League und die Cleveland Lumberjacks in der IHL auflief. Die folgende Spielzeit verlief ähnlich turbulent für den Kanadier. Nachdem er zunächst für die deutschen Zweitligisten Deggendorfer SC und 1. EV Weiden auf dem Eis gestanden hatte, spielte er in Nordamerika für die Cornwall Aces aus der AHL und die Quad City Mallards aus der Colonial Hockey League. Von 1996 bis 1998 lief der Linksschütze für Manchester Storm in der britischen Ice Hockey Superleague, sowie der European Hockey League auf.
In Manchester konnte sich der ehemalige kanadische Nationalspieler für größere europäische Ligen empfehlen und spielte von 1998 bis 2002 jeweils ein Jahr lang in der Deutschen Eishockey Liga für die Kölner Haie, Kassel Huskies, Frankfurt Lions und Moskitos Essen. In insgesamt 227 DEL-Einsätzen gelangen ihm in diesem Zeitraum 35 Tore und 97 Vorlagen. Zuletzt spielte der Kanadier in der Saison 2002/03 für den HC Milano Vipers aus der italienischen Serie A1 sowie den Linköping HC aus der schwedischen Elitserien. Daraufhin beendete er im Alter von 33 Jahren seine Karriere.

### Als Trainer
Nach dem Ende seiner Karriere als aktiver Spieler widmete sich Woodcroft seiner Eishockey-Akademie (Northern Edge Hockey), die er bereits 1993 ins Leben gerufen hatte. Zwischen 2010 und 2012 war er im Gebiet Spielerentwicklung für den NHL-Klub St. Louis Blues tätig, zusätzlich fungierte er in der Saison 2010/11 als Sportlicher Leiter der Sioux City Musketeers aus der United States Hockey League, und war auch Mitbesitzer der Mannschaft. Später leitete er bei den Nashville Predators ein Camp für Neuprofis.
Zur Saison 2014/2015 übernahm er den Posten als Assistenztrainer der Adler Mannheim in der Deutschen Eishockey Liga (DEL) an und gewann dort an der Seite von Jay Leach und Cheftrainer Geoff Ward in seinem ersten Jahr die deutsche Meisterschaft. Im folgenden Jahr war er zunächst weiterhin Co-Trainer unter dem neu verpflichteten Greg Ireland, bevor dieser im Februar 2016 entlassen und Woodcroft anschließend bis Saisonende zum Cheftrainer befördert wurde. Unter seiner Leitung schied Mannheim in den Pre-Playoffs aus.
Im April 2016 unterzeichnete er einen Vertrag als Cheftrainer beim HK Dinamo Minsk aus der KHL und nahm mit Dinamo am Spengler Cup 2016 teil. Unter Woodcrofts Führung erreichte Dinamo die beste Hauptrundenplatzierung der Vereinsgeschichte (5. Platz der Western Conference) und scheiterte in der ersten Runde der Playoffs an Lokomotive Jaroslawl. Anschließend verließ er den Verein aus Belarus und wurde Cheftrainer beim Genève-Servette HC aus der Schweizer National League. Im Dezember 2017 trug er als Co-Trainer der kanadischen Auswahl zum Gewinn des Spengler-Cups in Davos bei. Er führte die Genfer als Tabellenachter der Punktrunde in die Playoffs, wo die Mannschaft in der ersten Runde gegen Bern ausschied. Anfang April 2018 wurde Woodcroft trotz noch bis 2019 laufenden Vertrages seines Amtes enthoben, sein Vorgänger Chris McSorley übernahm wieder das Amt. Ab Juni 2019 war Woodcroft erneut Cheftrainer des HK Dinamo Minsk. und bis zum Sommer 2023 dort tätig.
Anfang Februar 2025 übernahm er das Traineramt bei den Straubing Tigers für den tags zuvor entlassenen Tom Pokel.

## Erfolge und Auszeichnungen
- 1990 Whitelaw-Cup-Gewinn mit der Colgate University
- 2015 Deutscher Meister mit den Adler Mannheim (als Assistenztrainer)
- 2017 Spengler-Cup-Gewinn mit dem Team Canada (als Assistenztrainer)

## Persönliches
Sein Bruder Todd gehörte als Assistenztrainer und Spielersichter zum Stab mehrerer NHL-Klubs. Sein Bruder Jay war Cheftrainer der Edmonton Oilers.